# Australian Capital Territory Legislative Assembly

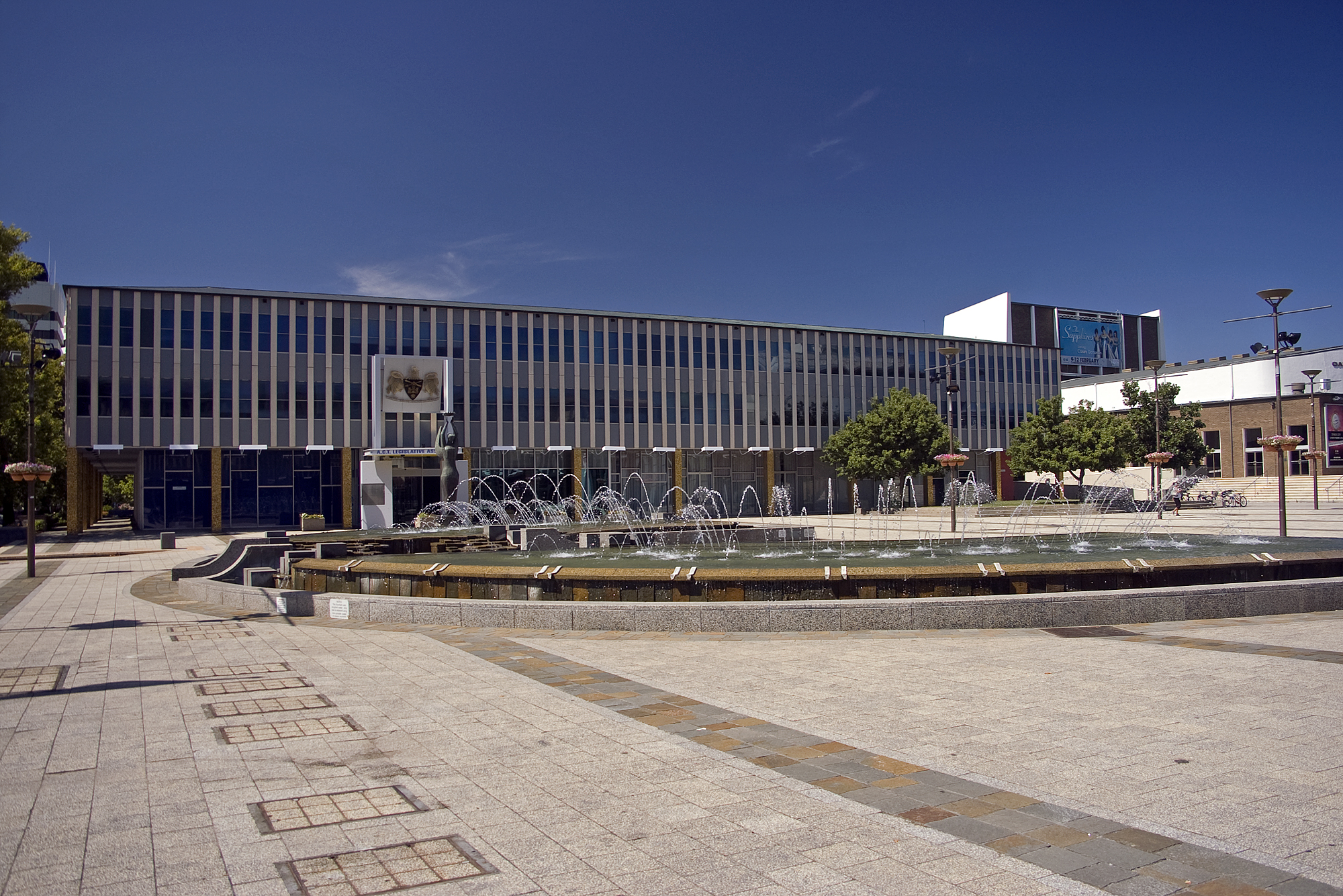
Ratsgebäude des ACT-Legislativrates

Die Australian Capital Territory Legislative Assembly (dt. Legislativrat des australischen Hauptstadtterritoriums) ist die aus einer Kammer bestehende Legislative des Australian Capital Territory (ACT). Das Ratsgebäude befindet sich am Civic Square im Stadtzentrum von Canberra.
Der Rat wurde im Dezember 1988 durch vier vom Parlament des australischen Bundes erlassene Gesetze geschaffen, darunter das Selbstverwaltungsgesetz (Australian Capital Territory (Self-Government) Act 1988), das als Verfassung des ACT gilt. Die ersten Wahlen fanden im März 1989 statt. Nachdem Königin Elisabeth II. am 11. Mai dieses Jahres das Gesetz unterzeichnet hatte, hielt der Rat seine erste Sitzung ab. Bis zu diesem Zeitpunkt war das ACT direkt von der Bundesregierung verwaltet worden.
Der Legislativrat übernimmt sowohl die Rolle einer Stadtverwaltung als auch der Exekutive eines übergeordneten Territoriums, was in Australien einmalig ist. Der Rat besteht aus 25 (bis 2016: 17) Mitgliedern, die im Proporzwahlverfahren nach dem Hare-Clark-System (Variante der übertragbaren Einzelstimmgebung) bestimmt werden. Es gibt drei Wahlkreise, Brindabella und Ginninderra mit fünf Sitzen sowie Molonglo mit sieben Sitzen. Ursprünglich war nach einem modifizierten D’Hondt-Verfahren gewählt worden, doch nach einer Volksabstimmung wurde 1993 das Hare-Clark-System eingeführt. Wahlen finden immer an einem Samstag statt, bis 1997 im Februar, seither im Oktober. Die Dauer der Legislaturperiode wurde 2004 von drei auf vier Jahre verlängert.
Die Abgeordneten des Legislativrates wählen aus ihren Reihen den Chief Minister und bis zu fünf (meistens jedoch vier) weitere Minister, die die Exekutive der Stadt bilden (informell als Kabinett bezeichnet). Der Anführer der zweitstärksten Partei wird üblicherweise Oppositionsführer.
Wie der Rat des Northern Territory besitzt auch der Legislativrat des ACT nicht die vollen Befugnisse des Parlaments eines australischen Bundesstaates. Als Folge davon kann ein vom Legislativrat erlassenes Gesetz durch das australische Parlament oder auf Anraten der Bundesregierung durch den Generalgouverneur zurückgewiesen werden; dies geschieht jedoch äußerst selten.

## Zusammensetzung des Rates
- Labor: 10
- Greens: 6
- Liberals: 9

| Partei                     | 1989 | 1992 | 1995 | 1998 | 2001 | 2004 | 2008 | 2012 | 2016 | 2020 | 2024 |
| -------------------------- | ---- | ---- | ---- | ---- | ---- | ---- | ---- | ---- | ---- | ---- | ---- |
| Australian Labor Party     | 5    | 8    | 6    | 6    | 8    | 9    | 7    | 8    | 12   | 10   | 10   |
| Liberal Party of Australia | 4    | 6    | 7    | 7    | 7    | 7    | 6    | 8    | 11   | 9    | 9    |
| Australian Greens          | −    | −    | 2    | 1    | 1    | 1    | 4    | 1    | 2    | 6    | 4    |
| Abolish Self-Government    | 1    | 1    | −    | −    | −    | −    | −    | −    | −    | −    | −    |
| No Self-Government         | 3    | −    | −    | −    | −    | −    | −    | −    | −    | −    | −    |
| Residents Rally            | 4    | −    | −    | −    | −    | −    | −    | −    | −    | −    | −    |
| Australian Democrats       | −    | −    | −    | −    | 1    | −    | −    | −    | −    | −    | −    |
| Unabhängige                | −    | 2    | 2    | 3    | −    | −    | −    | −    | −    | −    | 2    |